# Kzinti

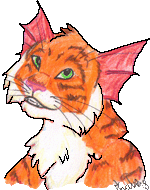
Kzin na obrázku

Kzinti  (jednotlivec Kzin) jsou fiktivní rasa agresivních kočkovitých mimozemšťanů pocházejících z planety Kzin v Larry Nivenově Známém vesmíru. 
Kzinti jsou větší než lidé, přibližně 2 metry vysocí, a dosahující hmotnosti okolo 225 kg. Mají dlouhou rudou srst, o kterou se podobně jako kočky na Zemi pečlivě starají, dvě lysé uši. Jejich samice jsou na jejich rodné planetě chovány jako neinteligentní poddruh, který není schopen komunikace a je využíván pouze v harémech na plození mláďat. (Na Prstenci došlo k vyvinutí inteligentní formy kzinských samic). Kzinti mají dvě tlapy plné ostrých drápů, které v nouzi využívá jako zbraň a při vzrušení dochází k jejich vysouvání. Cenění zubů je pro ně výzva k boji, proto je pro lidi tolik nebezpečný smích v jejich přítomnosti.
Malá část Kzintů je vybavena schopností telepatie, jsou ve společenství tolerováni, ale ostatní jedinci jimi velmi opovrhují.
Kzinti se vyvinuli z šelem lovících v planinách s vysokou trávou podobných pozemským savanám. Rasa byla technicky zaostalá a byla využívána jinou rasou jako nájemní válečníci. Kzinti si brzy uvědomili, že by mohli své pány porazit a připravili vzpouru, která měla za následek zotročení jejich původních pánů a získání jejich technologií. Od té doby jsou Kzinti válečnickou rasou, která si podrobuje světy, na které narazí a jejich obyvatelstvo zotročuje.
První setkání s lidmi ukončilo několik století trvající mír pro lidstvo, které se muselo rychle začít připravovat na válku s Kzinty. V historii následně proběhlo několik válek, ve kterých byla armáda Kzintů poražena, Kzinti ztratili několik kolonií a následně došlo i k vyzrazení umístění domovského světa. Zaznamenali i jisté úspěchy, když se jim podařilo získat část technologie lidí a tím vyvážit na čas síly.
Jedinci druhu nemají obvykle jména, ale jsou oslovování tím, co dělají (např. Mluvící-Se-Zvířaty). Jméno je udělována Patriarchátem až na základě zásluh pro rasu. Jméno tak v kzintské společnosti je symbolem cti, oddanosti a odvahy a umožňuje také pořídit si vlastní rodinu (harém) a plodit mláďata.
Symbolem kzinské udatnosti je počet jizev na těle válečníků, které se stávají i poznávacím znakem jedince. Přijde-li jedinec o své jizvy (například Chmee po léčebné kúře), ztrácí své nároky na majetek, který připadá jeho synům.

## Kzinti v jiných sci-fi
Vyjma Známého vesmíru se Kzinti objevili také v animovaném seriálu Star Trek.